# Довдойн Баяр
Довдойн Баяр (11 мая 1946, Улан-Батор — 10 ноября 2010) — монгольский археолог, историк, член Германского археологического института. Также известен как боксёр, серебряный призёр чемпионата Азии по боксу.

## Биография
Довдойн Баяр родился 11 мая 1946 в городе Улан-Батор.
После окончания общеобразовательной школы проходил обучение в Монгольском государственном университете образования, где был учеником таких известных монгольских археологов как Намсрайн Сэр-Оджав и Доржхандын Дорж. Со временем получил степень доктора философии по теме «Каменные скульптуры восточной Монголии» и степень доктора наук, защитив диссертацию на тему «Человеческие статуи на монгольской территории». Уже с первых лет своей научной деятельности он сконцентрировал внимание на археологических находках, изучал древние статуэтки, изображающие людей, проводил исследования на мемориалах периода средних веков. Баяр организовал и возглавил более 30 масштабных экспедиций по землям Монголии, в том числе в сотрудничестве с немецкими, российскими, японскими, корейскими, турецкими и казахскими учёными. Под эгидой ЮНЕСКО им была проведена научно-общественная экспедиция с лозунгом «Защитим древний город Каракорум».
Баяром написаны восемь монографических работ, он выступил соавтором в десяти книгах, подготовил для научных журналов более 200 статей на тему археологии. Его труды переведены на многие языки и опубликованы во многих странах, преимущественно в Евразии. Основные его заслуги связаны с изучением образа жизни средневековых монгольских кочевников, он, помимо всего прочего, доказал, что найденные в восточной Монголии антропоморфические каменные изваяния, относящиеся к XIII и XIV векам, имеют местное происхождение, никак не связаны с тюркскими народами, как считалось ранее. Это открытие привело к появлению целой новой области в археологии монгольской скульптуры. Проведённые исследования помогли лучше понять образ жизни и культуру людей того периода, полученные сведения активно используются в современном монгольском искусстве, в том числе в литературе, живописи, театральных постановках и кинематографе.
На протяжении всей жизни Довдойн Баяр оставался большим поклонником бокса и довольно успешно выходил на ринг крупнейших международных турниров. В 1970-е годы состоял в сборной команде Монголии, в 1971 году завоевал серебряную медаль на чемпионате Азии в Тегеране, сумев дойти до финала в первой средней весовой категории. В разное время был тренером по боксу, судьёй, рефери на ринге, написал книгу «Бокс в Монголии».